# Flamman
«Flamman» (Фламман, укр. Полум'я) — шведський соціалістичний тижневик. 

## Історія
Більш відомий як «Norrskensflamman» (Норршенсфламман, укр. Полум'я  або вогні Полярного сяйва). Саме під такою назвою газета була заснована в 1906 році робітниками в Мальмфельтені — головному гірничому регіоні Північної Швеції. Була регіональною газетою шведської соціал-демократичної робітничої партії. Її тираж досяг своєї вершини в 1920-х роках, коли виходило щоденно 11000 примірників.
Після розділення Соціал-демократичної партії в 1917 році газета стала регіональним виданням Шведської партії лівих соціал-демократів (SSV) в окрузі Норрботтен, а пізніше — Комуністичної партії Швеції (SKP). 
Газета отримувала значну допомогу з Радянського Союзу. Тому підтримувала промосковську політику, що породжувало суперечки серед лівих сил у Швеції. Були також інші питання, які викликали розбіжності, зокрема такі як погляд на робітничий клас і відносини з соціал-демократами.
Коли ж Комуністична партія розпалася в 1977 році, то частина членів промосковської орієнтації на чолі з Рольфом Гагелем утворили Робітничу партію — комуністів (APK). Газета стала органом нової партії. Редакція знаходилася в місті Лулео.
У 1987 році газета переїхала з Лулео до Стокгольма. Того ж року Центральний комітет Комуністичної партії Радянського Союзу вирішив пожертвувати друкарню для «Норршенсфламман» у Стокгольмі. 
У 1989 році тип видання змінився: зі щоденної газети вона перетворилася на щотижневу. У 1990 році газета розірвала відносини з APK і стала незалежним соціалістичним виданням.
У 1998 році тижневик змінив назву на «Flamman». Видається економічною асоціацією Tidningsföreningen Norrskensflamman, яка базується в районі Гекаренген у Стокгольмі.
У 2016 році «Фламман» відсвяткувала своє 110-річчя, з нагоди якого було знято документальни фільм та випущено спеціальний плакат.
У вересні 2017 року газета перенесла свою редакцію з вулиці Кунгсгатан 84 на Пеппервеген 9 B у районі Гекаренген. Це дозволило у великих приміщеннях також створювати власну телестудію. У вересні-жовтні 2017 року газета зібрала 70 000 шведських крон для студійного проекту за допомогою так званого краудфандингу від своїх читачів і абонентів.